# Бадан толстолистный
Бада́н толстоли́стный, или Камнело́мка толстоли́стная, Чаги́рский или Монго́льский чай (лат. Bergénia crassifólia), — многолетние травянистые растения, типовой вид рода Бадан (Bergenia) семейства Камнеломковые (Saxifragaceae).

## Названия
Как растение заметное, имеющее оригинальный облик и имеющее с очень древних времён практическое применение в качестве лекарственного, декоративного и садового, бадан известен под несколькими региональными и диалектными именами. Среди них, прежде всего, выделяется старое научное название камнеломка толстолистная (лат. Saxifraga crassifolia), под которым бадан был известен долгое время. На Дальнем Востоке это растение широко употребляется местным населением, в особенности, бурятами и близкими к ним народностями, для заваривания ароматного отвара, откуда происходят названия чаги́рский или монго́льский чай. Кроме того, иногда можно встретить бадан под названием бадьян, возникшим, скорее всего, в результате речевой контаминации.:61

## Распространение и экология
Дикорастущее растение распространено в Сибири (Алтай, Бурятия, Читинская, Иркутская, Кемеровская области, Республика Алтай, Красноярский край, Тыва, юг Якутии), Казахстане, Приморье, на севере Монголии, в Китае и Корее.
Растёт на скалах, осыпях, старых моренах и каменистых склонах субальпийского и верхней части лесного пояса, в хвойных и лиственных лесах со среднесомкнутым пологом. Наиболее плотные заросли образует в местах, защищённых от ветра и имеющих толстый зимний покров снега. Может «забираться» на высоту свыше 2000 м над уровнем моря.
Растение требовательно к воде, очень теневыносливо; переносит кислые торфяные почвы.

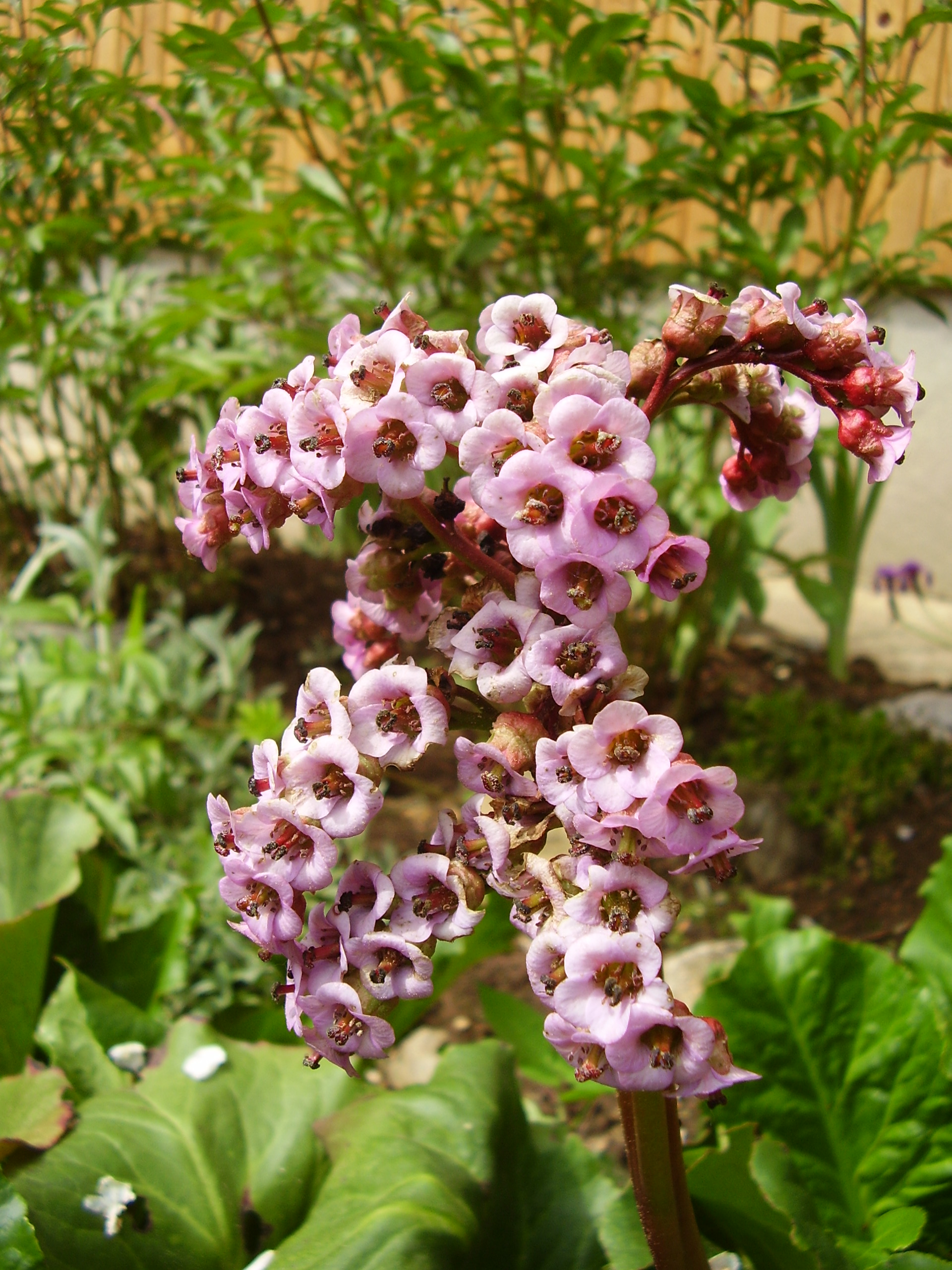
Соцветие

## Ботаническое описание
Корневище ползучее, мясистое, толстое, достигает нескольких метров в длину и 3,5 см в диаметре, с многочисленными корневыми мочками, сильно разветвлённое, расположенное близ поверхности почвы, переходящее в мощный вертикальный корень.
Стебель толстый, безлистный, голый, розово-красный, высотой 15—50 см.
Листья в прикорневой густой зимнезелёной (зимующей под снегом) розетке, тёмно-зелёные, к осени краснеющие, с почти округлой пластинкой и плёнчатым влагалищем, крупные, широкоовальные, цельные, голые, кожистые, блестящие, сохраняющиеся до двух—трёх лет. Пластинка листа широкоэллиптическая или почти округлая, в основании закруглённая или сердцевидная, тупо- или неясно-зубчатая, длиной 3—35 см, шириной 2,5—30 см, на широких, не превышающих длиной пластинку черешках, снабжённых при основании плёнчатыми влагалищными прилистниками.
Цветки мелкие, правильные, пятичленные, без прицветников, в верхушечном густом метельчато-щитковидном соцветии, обыкновенно по два на длинных красноватых безлистных цветоножках длиной до 4 см. Чашечка колокольчатая, голая, до половины рассечённая на пять овальных, наверху закруглённых долей длиной до 4 мм; лепестки обратнояйцевидные или широкояйцевидные, с широким коротким ноготком, длиной 10—12 мм, шириной 6—8 мм, с тупо-округлой верхушкой и многими жилками, лилово-красные или розовые. Тычинки вдвое длиннее чашечки, их десять. Пестик с полунижней завязью, глубоко разделённый на два (три) столбика с широкими почковидными рыльцами.
Плод — эллипсоидальная, сухая коробочка с двумя расходящимися лопастями, раскрывающимися по брюшному шву. Семена многочисленные, продолговатые, гладкие, голые, гранистые, почти чёрные, длиной до 2 мм. Вес 1000 семян 0,17 г, в 1 г 6000 семян.
Цветёт в мае — июне до появления молодых листьев, семена созревают в июле — августе.
В основном размножается вегетативно (отрезками корневищ), но не исключено и размножение семенами.

## Растительное сырьё

### Заготовка и выращивание в культуре
В лечебных целях используются корневища (лат. Rhizoma Bergeniae), которые заготавливают в июне — июле. Собирают вручную, очищают от земли и промывают в холодной проточной воде. Крупные корневища разрезают на длинные куски. После предварительного подвяливания их сушат в тени или хорошо проветриваемых помещениях, раскладывая слоем в 5 см на бумаге или ткани. Значительно реже используют листья.
В культуре даёт 3—4,5 т сухих листьев с 1 га. Опыт показал целесообразность выращивания растений в культуре с целью получения листовой массы, а не корневищ. Листья можно убирать, начиная с третьего года культуры, продолжительность эксплуатации плантации 8—10 лет и дольше.

### Химический состав
В корневищах содержится 15—27 %, в листьях 17—21 % дубильных веществ, относящихся в основном к группе галлотанинов, содержание танина в которых колеблется от 8 до 10 %. В составе дубильных веществ корневища до 35 % галловой кислоты. С возрастом содержание дубильных веществ в корневищах увеличивается. Корневища содержат изокумарин бергенин, 6,52 % глюкозы и до 2,5 % сахарозы.
В листьях содержится от 10 до 23 %, в отдельных случаях до 35 % таннидов (с возрастом содержание дубильных веществ в листьях уменьшается). Танниды листьев — смесь пирогалловых (до 40 %) и пирокатехиновых таннидов.
Содержание арбутина в листьях достигает 22 %, а свободного гидрохинона — 4 %, присутствует также галловая и эллаговая кислоты. По содержанию арбутина бадан является самым богатым в мире растительным источником; до изучения бадана первое место принадлежало толокнянке (5 % арбутина).
Химический состав листьев от абсолютно сухого вещества в процентах: 7,0 золы, 7,8 протеина, 3,0 жира, 10,0 клетчатки, 72,2 БЭВ. Корневища содержат в процентах: 8,0 золы, 2,5 протеина, 0,9 жира, 80,41 БЭВ.

### Фармакологические свойства
Препараты бадана обладают кровоостанавливающим, вяжущим, противовоспалительным и противомикробным свойствами, укрепляют стенки сосудов, умеренно понижают артериальное давление, незначительно увеличивают частоту сердечных сокращений .

## Хозяйственное значение и применение

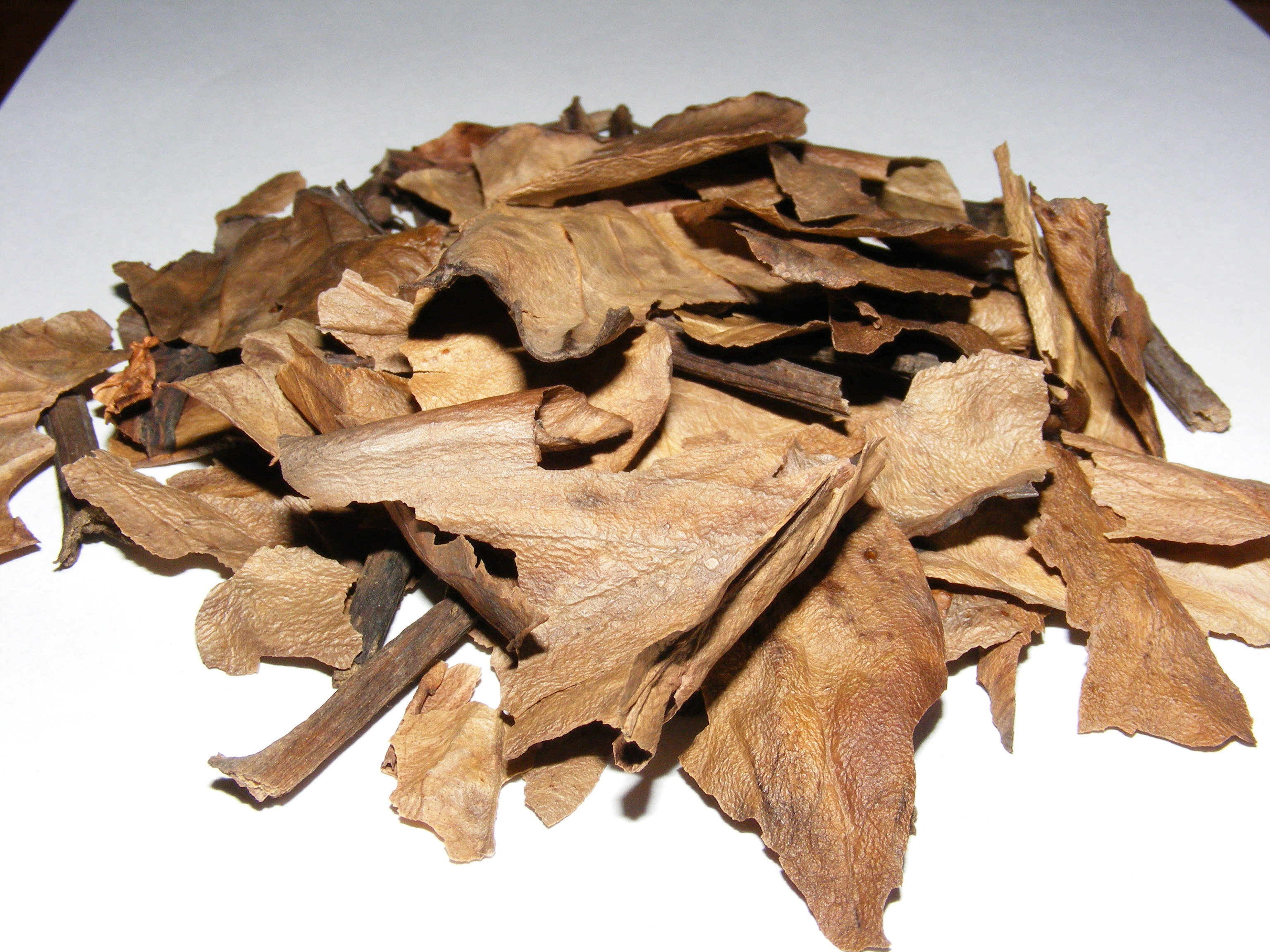
Куски сухих листьев бадана, из которых делают «монгольский чай»

Как декоративное растение известен в культуре с середины XVIII века, его используют для озеленения, в каменных садиках, массивах кустарников и деревьев. Садоводы вывели несколько форм с цветками различной окраски. Растение предпочитает полутенистые и тенистые места с умеренно сухой, плодородной почвой. Размножается делением куста осенью.
Растение стоит в первом ряду мировых дубителей (содержание танинов в 2 раза больше, чем в коре ивы или ели, и в 4 раза больше, чем в коре дуба), его применяют при дублении подошвы и юфти, а также пропитки сетей и брезента. Сырьё, собранное высоко в горах, содержит больше танидов, чем в низкогорьях. Во флоре России нет другого растения, которое так быстро и в таком количестве накапливало бы дубильные вещества. Заросли этого растения эксплуатируются для получения дубителей издавна и в удобных для заготовок местах сильно истощились, поэтому бадан введён в культуру (плантации закладываются отрезками корневищ).
Даёт чёрную и коричневую краску.
Вымоченные в воде и отмытые от дубильных веществ корневища употребляют в пищу, а перезимовавшие, потемневшие листья используют для ароматического чая — монгольский чай, или чигирский чай. 
Возможно получение технического (для закрепления красок) и фармацевтического (для лекарственных целей) танина, галловой кислоты (для производства пирогаллола), красителя и гидрохинона из арбутина (30 % выхода при гидролизе арбутина).
Кормового значения не имеет. Скотом не поедается. Относится к числу растений хорошо поедаемых алтайским маралом (Cervus elaphus sibiricus).

## Применение в медицине
В лекарственных целях используют корневища, значительно реже — листья. Лекарственные свойства бадана издавна используются в русской народной медицине, а также в медицине Тибета и Китая. Водные экстракты корневища и листьев внутрь применяют при колитах и энтероколитах неинфекционной природы, туберкулёзе, острых и хронических пневмониях, лёгочных кровотечениях, острых респираторных, гриппозных и некоторых других инфекциях, ларингитах, головных болях, лихорадках, суставном ревматизме, желудочно-кишечных заболеваниях. Их применяют в гинекологической практике при обильных менструациях на почве воспалительных процессов придатков, при геморрагических метропатиях, фиброме матки, после родов, при кровотечениях после прерывания беременности.
Бадан применяют также при колитах недизентерийной природы; при дизентерии — в комбинации с сульфаниламидами и антибиотиками. Используют также в стоматологической практике для смазывания дёсен при хронических воспалительных процессах в ротовой полости. Компрессы с настоем или отваром бадана используют для заживления ран, язв и ушибов.
В 2007 году Сибирский государственный медицинский университет проводил исследования гепатопротекторных свойств бадана толстолистого. Исследования показали, что бадан является более эффективным гепатопротектором, чем силимарин (один из наиболее популярных гепатопротекторов, получаемый из расторопши пятнистой).
Народная медицина использовала листья бадана для лечения туберкулёза, воспаления лёгких, ревматизма, желудочно-кишечных, болезней мочевыводящих путей, при зобе, зубной боли. В монгольской медицине бадан используется при тошноте и рвоте.

## Таксономия
Вид Бадан толстолистный входит в род Бадан (Bergenia) семейства Камнеломковые (Saxifragaceae) порядка Камнеломкоцветные (Saxifragales).
|  |                                      |  |                                                             |                                                             |                         |  | ещё 12 семейств (согласно Системе APG II) | ещё 12 семейств (согласно Системе APG II) |                         |  |  |  | ещё около 11 видов |
|  |                                      |  |                                                             |                                                             |                         |  | ещё 12 семейств (согласно Системе APG II) | ещё 12 семейств (согласно Системе APG II) |                         |  |  |  | ещё около 11 видов |
|  |                                      |  |                                                             | порядок Камнеломкоцветные                                   |                         |  |                                           |                                           | род Бадан               |  |  |  |                    |
|  |                                      |  |                                                             | порядок Камнеломкоцветные                                   |                         |  |                                           |                                           | род Бадан               |  |  |  |                    |
|  | отдел Цветковые, или Покрытосеменные |  |                                                             |                                                             | семейство Камнеломковые |  |                                           |                                           | вид Бадан толстолистный |  |  |  |                    |
|  | отдел Цветковые, или Покрытосеменные |  |                                                             |                                                             | семейство Камнеломковые |  |                                           |                                           |                         |  |  |  |                    |
|  |                                      |  | ещё 44 порядка цветковых растений (согласно Системе APG II) | ещё 44 порядка цветковых растений (согласно Системе APG II) |                         |  |                                           | ещё 29 родов                              | ещё 29 родов            |  |  |  |                    |
|  |                                      |  |                                                             | ещё 44 порядка цветковых растений (согласно Системе APG II) |                         |  |                                           |                                           | ещё 29 родов            |  |  |  |                    |

### Синонимы
По данным GBIF на июнь 2024 года в синонимику вида Bergenia crassifolia (L.) Fritsch (1889) входят следующие названия:
- = Bergenia biflora Moench
- = Bergenia biflora var. hawortiana (Ser.) Engl.
- = Bergenia biflora var. pacifica (Kom.) Guillaumin
- = Bergenia bifolia Moench
- = Bergenia cordifolia (Haw.) Sternb. — Бадан сердцелистный
- = Bergenia coreana Nakai
- = Bergenia crassifolia var. cordifolia (Haw.) Boriss.
- ≡ Bergenia crassifolia var. pacifica (Kom.) Kom.
- = Bergenia crassifolia var. pacifica (Kom.) Kom. ex Nekr.
- = Bergenia crassifolia var. sajanensis Stepanov
- = Bergenia pacifica Kom. — Бадан тихоокеанский[15][16]
- = Bergenia ×media (Haw.) Engl.
- ≡ Geryonia cordifolia chrank
- = Geryonia cordifolia Schrank ex Steud.
- ≡ Geryonia crassifolia (L.) Schrank
- = Geryonia crassifolia (L.) Schrank ex Hoppe
- = Megasea cordifolia (Haw.) Haw.
- = Megasea crassifolia (L.) Haw.
- = Megasea media Haw.
- = Piarophyla cordifolia (Haw.) Raf.
- = Piarophyla elliptica Raf.
- = Saxifraga cordifolia Haw.
- ≡ Saxifraga crassifolia L.basionym — Камнеломка толстолистная
- = Saxifraga crassifolia var. elliptica Ledeb.
- = Saxifraga crassifolia var. hawortiana Ser.
- = Saxifraga crassifolia var. obovata Ser.
- = Saxifraga crassifolia var. pauciflora Ser.